# Protorosaurus
Protorosaurus var ett släkte ödleliknande kräldjur som levde under slutet av perm. Fossil från Protorosaurus har påträffats i Tyskland och Storbritannien. Den enda kända arten är Protorosaurus speneri.
Protorosaurus blev omkring två meter lång. Den var det första kända kräldjuret tillhörigt archosauromorpha. Den levde i öknen och hade långa ben placerade under kroppen vilket gjorde den till en snabb jägare. Protorosaurus jagade främst insekter. Den långa halsen bestod av sju mycket långa ben.